# Clune Park School

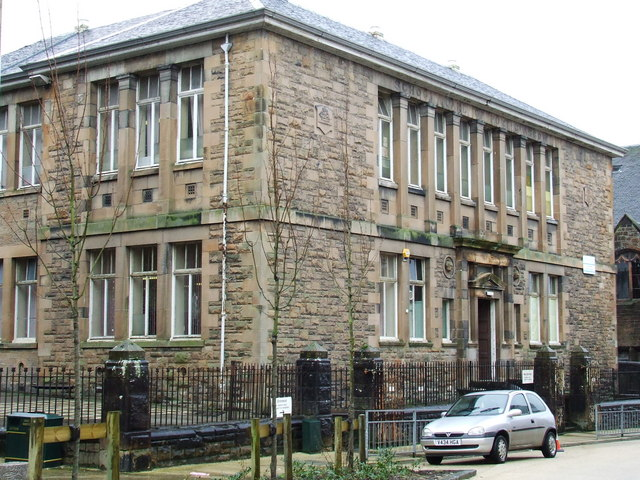
Clune Park School

Die Clune Park School ist ein Schulgebäude in der schottischen Stadt Port Glasgow in der Council Area Inverclyde. 1979 wurde das Bauwerk in die schottischen Denkmallisten in der Kategorie B aufgenommen. Das Gebäude wird nicht mehr als Schule genutzt.

## Beschreibung
Die ehemalige Grundschule Clune Park School liegt im Westen von Port Glasgow an der Robert Street. Direkt westlich liegt das Gebäude der ehemaligen Kirche Clune Park Church, die ebenfalls nicht mehr genutzt wird. Die Clune Park School wurde im Jahre 1887 erbaut. Für den Entwurf des klassizistischen Bauwerks zeichnet das Architekturbüro H. & D. Barclay verantwortlich. Das Mauerwerk des zweistöckigen, symmetrischen Gebäudes besteht aus bossierten Natursteinquadern. Blendpfeiler flankieren den zentralen Eingangsbereich, der mit einem Dreiecksgiebel und Gesimse abschließt. In Nischen sind Büsten von Königin Victoria und Prinzgemahl Albert aufgestellt. Seit 2008 ist die leerstehende Clune Park School im Register gefährdeter denkmalgeschützter Bauwerke in Schottland gelistet. 2010 wurde der Zustand des Gebäudes als gut und seine Gefährdung als gering eingestuft.
Am 27. August 2023 verheerte ein Brand das Schulgebäude, das bis auf die Außenmauern niederbrannte. In der Folge wurde ein Gesuch zum Abbruch des Baudenkmals gestellt. Seine Gefährdungseinstufung wurde auf „kritisch“ erhöht.